# Jonathan Overfeld
Heinz-Jürgen „Jonathan“ Overfeld (1951–2020) war Vizevorsitzender des Vereins ehemaliger Heimkinder. Infolge einer schweren retrograden Amnesie erlangte er Bekanntheit als „der Mann, der sein Gedächtnis verlor“.
Er starb am 1. Oktober 2020 an den Folgen eines Schlaganfalls.

## Leben
Im April 2005 saß Jonathan Overfeld auf einer Parkbank in Hamburg. Er hatte sein Leben vergessen. Er erinnerte sich nicht daran, wie er heißt, ob er Familie hat, ob er raucht, wo sein Auto steht. Nachdem im Krankenhaus Alkohol oder andere Drogen als Ursache ausgeschlossen werden konnten, wurde schließlich eine retrograde Amnesie bei Jonathan Overfeld diagnostiziert. Es wurde vermutet, dass er bedrohliche Erlebnisse aus seinem Gedächtnis ausgeblendet und sich dabei selbst komplett vergessen hatte. Der behandelnde Arzt nahm schließlich Kontakt zu dem Gedächtnisforscher Hans Markowitsch auf, um mit ihm den Fall Overfeld zu besprechen.
Der Journalist Kuno Kruse wurde auf Overfeld aufmerksam, als dieser versuchte, über Pressemeldungen seine Identität herauszufinden. Kruse half Overfeld bei der Recherche und Rekonstruktion seines Lebens. Die ersten Erinnerungen, zu denen Overfeld zurückfand, lagen in der Kindheit. Er bekam Zugang, als er sich ans Klavier setzte und feststellte, dass er spielen kann. Zugleich mit dem „Ave Maria“ aus dem Präludium C-Dur des 1. Teils des Wohltemperierten Klaviers von Johann Sebastian Bach erinnerte er sich jedoch auch daran, dass er im Anschluss an ein Konzert seine erste Vergewaltigung erleben musste.
Recherchen ergaben, dass Jonathan Overfeld in den 1960er Jahren ein Heimkind war. Neben Gewalt und Drill war der Junge auch sexuellem Missbrauch ausgesetzt. Von über 100 Vergewaltigungen sprach Overfeld. Unter anderem lebte er seinerzeit im katholischen Salvator-Kolleg Klausheide bei Paderborn.
Als Frührentner engagierte sich Overfeld als Vizevorsitzender im „Verein ehemaliger Heimkinder“, um die gemeinsam mit zahlreichen anderen Heimkindern durchlittenen Missstände öffentlich anzuprangern. Aufgrund der Verjährung können viele der Täter heute nicht mehr gerichtlich belangt werden.